# قتل الملك

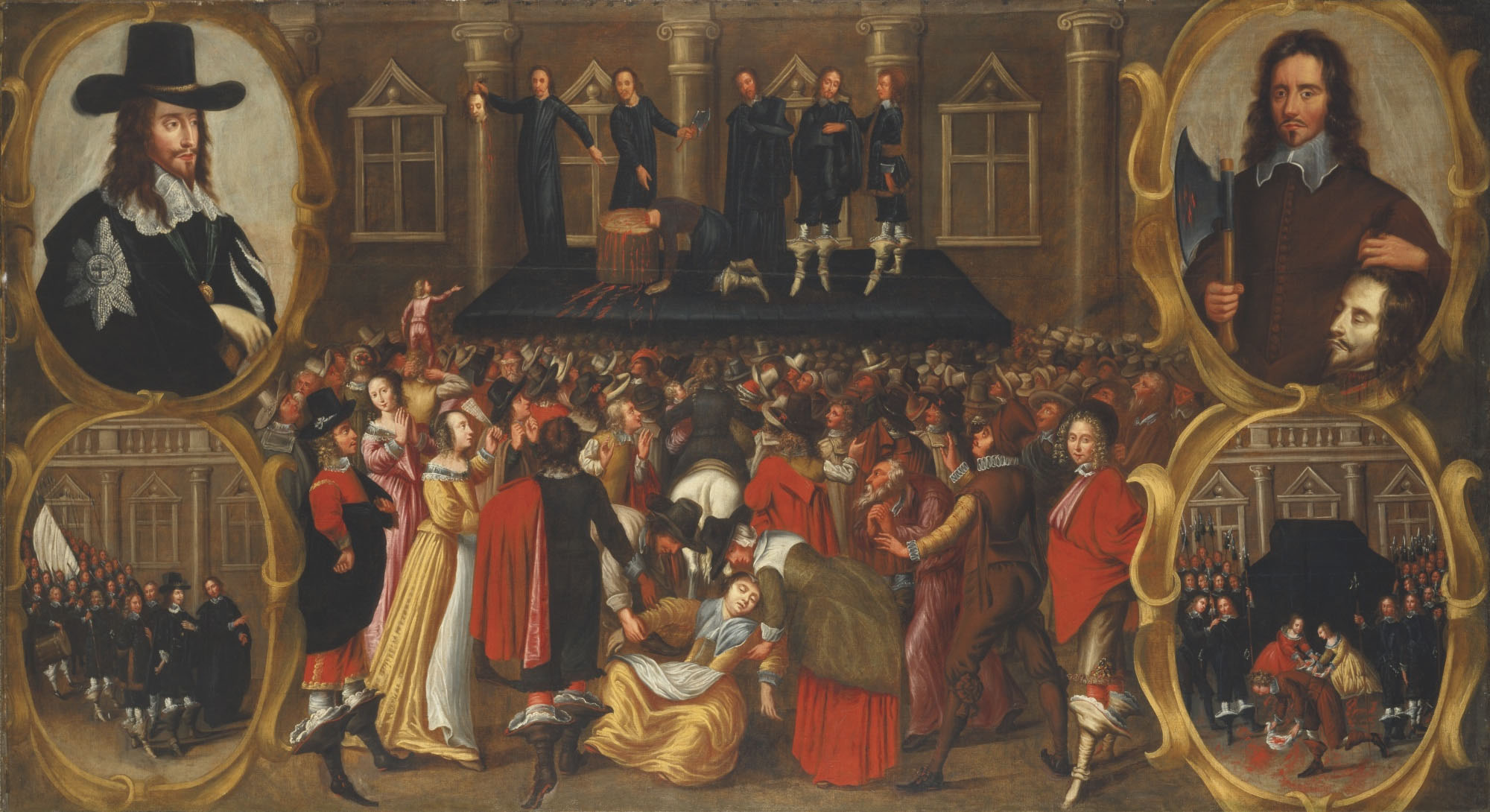
طباعة معاصرة تصور قطع رأس تشارلز الأول

قتل الملك هو القتل المتعمد لملك أو حاكم نظام حكم، وغالبًا ما يرتبط باغتصاب السلطة. يمكن أن يكون قاتل الملك أيضًا هو الشخص المسؤول عن القتل.
في التقاليد البريطانية، يشير هذا المصطلح إلى الإعدام القضائي لملك بعد محاكمة، مما يعكس سابقة تاريخية لمحاكمة وإعدام تشارلز الأول ملك إنجلترا. استكشف مفهوم قتل الملك في وسائل الإعلام والفنون من خلال أعمال مثل مكبث (مقتل مكبث للملك دنكان) والأسد الملك.

## التاريخ
في المسيحية الغربية، كان قتل الملوك أكثر شيوعًا قبل 1200/1300. يحصي المؤرخون حوالي 20 حالة قتل ملوك بين 1200 و1800م، مما يعني أن 6 ٪ من الملوك قتلوا على يد رعاياهم. كما أُحصى 94 حالة قتل ملك بين 600 و1200، مما يعني أن 21.8٪ من الملوك قتلوا على يد رعاياهم. يجادل بعض الباحثين بأن الأسباب الأكثر ترجيحًا لتراجع قتل الملوك بعد 1200م هي أنه تم وضع قواعد واضحة لوراثة العرش، مما جعل من الصعب إزالة الورثة الشرعيين للعرش، وجعل ذلك فقط بحيث يكون لأقرب وريث (وداعميهم) دافعًا لقتل الملك.